# Gwardia Opole
Klub Piłki Ręcznej Gwardia Opole – polski męski klub piłki ręcznej, założony w 1945 w Opolu. Dwukrotny brązowy medalista mistrzostw Polski. Od 2015 występuje w Superlidze. Mecze w roli gospodarza rozgrywa w Stegu Arenie.

## Historia

### Rozgrywki krajowe

#### Lata 1945–2013

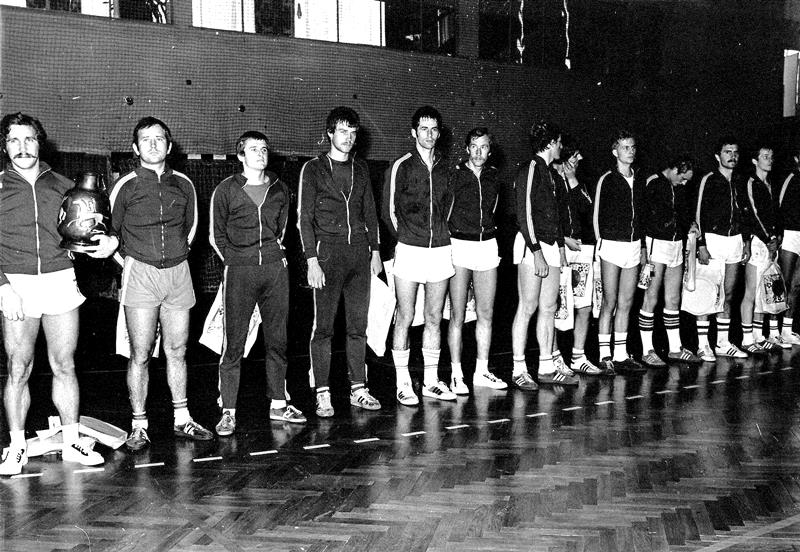
Początki piłki ręcznej w Opolu

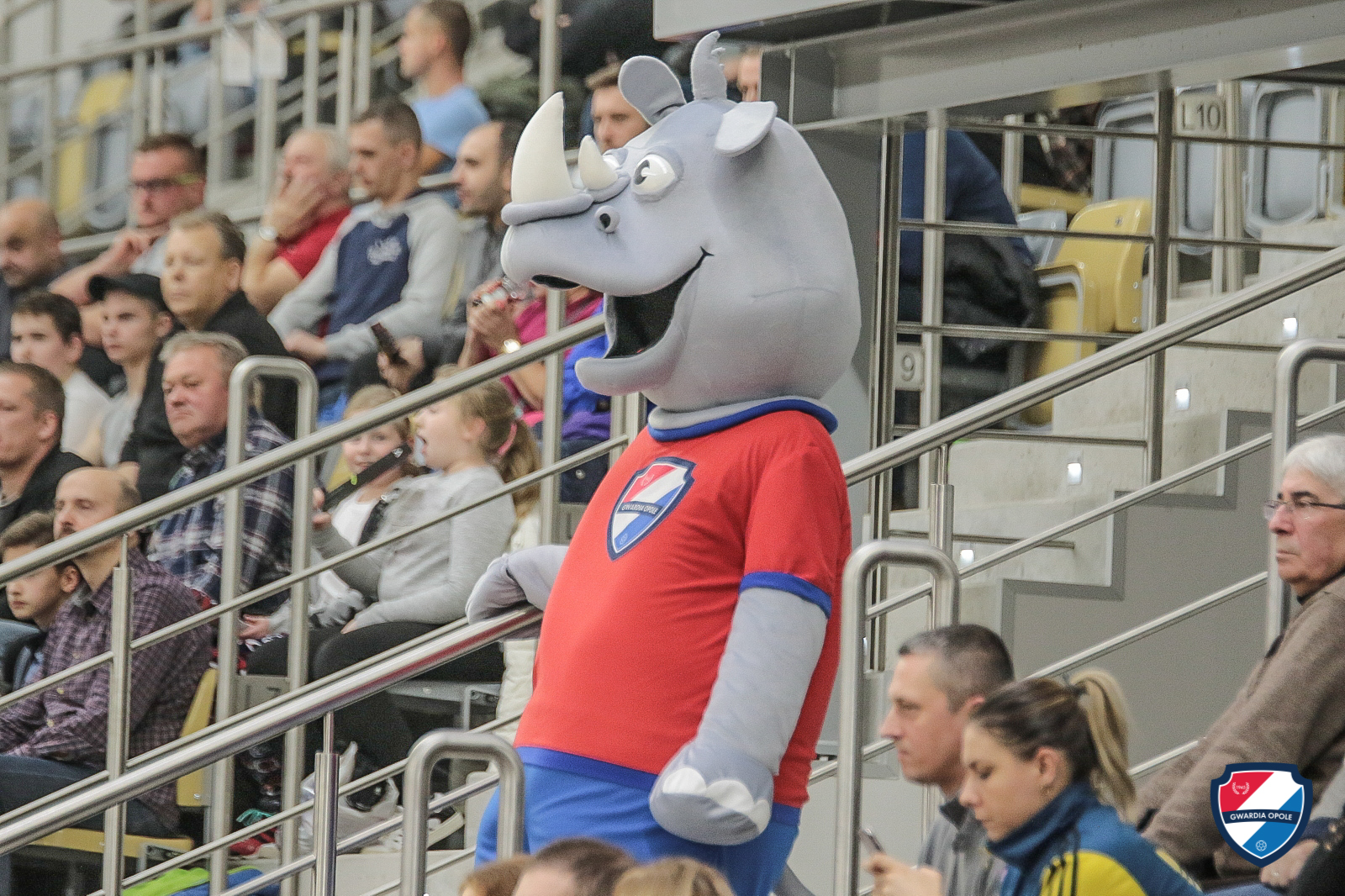
Gwardek – maskotka Gwardii

W 1957 w Gwardii Opole powstał zespół piłki ręcznej siedmioosobowej. W 1962 wywalczył on awans do I ligi. W debiutanckim sezonie w najwyższej klasie rozgrywkowej zajął 4. miejsce. W sezonie 1963/1964 opolski zespół prowadzony przez Edwarda Hylę zdobył brązowy medal mistrzostw Polski (wyprzedziły go AZS Katowice i Sparta Katowice). W sezonie 1966/1967 klub prowadził na półmetku w I lidze, jednak ostatecznie skończył rozgrywki poza podium. W tym okresie w Gwardii istniał też zespół piłki ręcznej jedenastoosobowej, który trzykrotnie został wicemistrzem Polski (1963, 1965, 1966).
W kolejnych latach Gwardia nadal występowała w I lidze. Spadła z niej w 1980, jednak już po roku, kiedy to wygrała II ligę z przewagą ośmiu punktów nad drugą Posnanią Poznań, powróciła do I ligi. W sezonie 1981/1982 ponownie została zdegradowana do II ligi, w której spędziła następnych dziesięć lat. Do I ligi – ponownie tylko na rok – opolska drużyna wróciła w sezonie 1992/1993, kiedy jej trenerem był Henryk Zajączkowski. W 1996 klub został wsparty finansowo przez firmę WKW, a do zespołu dołączyli doświadczeni zawodnicy, którzy mieli zapewnić Gwardii ponowny awans do I ligi. Po pół roku projekt upadł, co spowodowało, że w sezonie 1997/1998 klub znalazł się na trzecim szczeblu rozgrywkowym, w którym występował przez trzy kolejne lata.
W sezonie 1999/2000 Gwardia odniosła 18 zwycięstw, zanotowała jeden remis i poniosła trzy porażki. Z dorobkiem 37 punktów uplasowała się na 1. miejscu w tabeli grupy C II ligi (stanowiącej trzeci szczebel rozgrywkowy), awansując tym samym do I ligi. W sezonie 2002/2003 opolski zespół wygrał 18 meczów, dwa zremisował, a sześć przegrał. Z dorobkiem 38 punktów (cztery punkty przewagi nad drugim AZS-AWF Biała Podlaska) wygrał rozgrywki I ligi i po 10 latach powrócił do Ekstraklasy. W niej w sezonie 2003/2004 zanotował tylko dwa zwycięstwa (21 lutego 2004 pokonał MOSiR Zabrze, a 3 kwietnia 2004 wygrał z AZS-AWF Biała Podlaska) oraz trzy remisy, spadając do I ligi. Najlepszym strzelcem Gwardii w ekstraklasowym sezonie 2003/2004 był Maciej Ścigaj, który zdobył 154 gole.
W latach 2004–2013 Gwardia występowała w I lidze. W tym okresie dwukrotnie zajęła w niej 2. miejsce (2006/2007, 2010/2011) i dwukrotnie uplasowała się na 3. pozycji (2007/2008, 2011/2012). W sezonie 2012/2013, kiedy jej trenerem był Marek Jagielski, zdominowała rozgrywki I ligi (grupa B) – wygrała 25 z 26 meczów i z dorobkiem 50 punktów zakończyła zmagania na 1. miejscu, oznaczającym awans do Superligi.

#### Lata 2013–2019
W rundzie zasadniczej Superligi sezonu 2013/2014 Gwardia odniosła pięć zwycięstw, zanotowała jeden remis i poniosła 16 porażek. Z dorobkiem 11 punktów uplasowała się na przedostatnim miejscu w tabeli. Przystąpiła następnie do gry o utrzymanie. W fazie spadkowej wygrała dwa mecze (23 kwietnia 2014 i 10 maja 2014 z Zagłębiem Lubin), jeden zremisowała, a trzy przegrała. Nie wystarczyło to do utrzymania – Gwardia ostatecznie skończyła rozgrywki na 11. miejscu i spadła do I ligi. W trakcie sezonu, w grudniu 2013 doszło do zmiany trenera – Marka Jagielskiego zastąpił Tadeusz Jednoróg. W 2014 nowym szkoleniowcem opolan został Rafał Kuptel (funkcję asystenta objął Michał Skórski). W sezonie 2014/2015 Gwardia zdominowała rozgrywki I ligi (grupa B) – wygrała wszystkie 26 meczów, a ponadto zdobyła najwięcej goli i najmniej straciła. Kończąc rywalizację na 1. miejscu w tabeli z przewagą 17 punktów nad drugą Siódemką Miedzią Legnica, ponownie awansowała do Superligi.
Rundę zasadniczą sezonu 2015/2016 Superligi Gwardia zakończyła na 9. pozycji (osiem zwycięstw, jeden remis, 13 porażek). W rywalizacji o utrzymanie wygrała pięć z sześciu meczów, zachowując miejsce w najwyższej klasie rozgrywkowej. W sezonie 2016/2017 opolski zespół uplasował się na 3. pozycji w grupie pomarańczowej i 5. miejscu w tabeli zbiorczej. W 1/4 finału play-off, której mecze odbyły się 19 i 25 kwietnia 2017, został wyeliminowany przez MMTS Kwidzyn (24:29; 25:22). Najlepszymi strzelcami Gwardii w sezonie 2016/2017 byli: Antoni Łangowski (131 bramek), Michał Lemaniak (125 bramek) i Karol Siwak (115 bramek). Bramkarz opolskiej drużyny Adam Malcher został natomiast wybrany najlepszym golkiperem rozgrywek.
W 2017 Gwardia pozyskała kilku młodych zawodników, m.in. Patryka Mauera, Macieja Zarzyckiego i Jana Klimkowa. Zespół opuścili za to m.in. Ignacy Bąk i Kacper Adamski. W sezonie 2017/2018 opolanie odnieśli 16 zwycięstw w 30 meczach (56 punktów) i fazę zasadniczą zakończyli na 3. miejscu w grupie pomarańczowej i 7. w tabeli zbiorczej. W 1/4 finału play-off wyeliminowali Górnika Zabrze (28:24; 23:25). W półfinale zostali pokonani przez Wisłę Płock (33:32; 21:33), choć ich jednobramkowe zwycięstwo w pierwszym meczu, który rozegrano 15 maja 2018 w Opolu (2800 widzów), zostało uznane za sensację. W rywalizacji o 3. miejsce Gwardia przegrała z Azotami-Puławy (28:30; 26:31), kończąc ostatecznie rozgrywki na 4. pozycji. Najlepszymi strzelcami opolskiej drużyny w sezonie 2017/2018 byli: Patryk Mauer (182 bramki), Kamil Mokrzki (136 bramek) i Antoni Łangowski (116 bramek). Mauer otrzymał ponadto nagrodę dla odkrycia Superligi; Gladiatorem wyróżnieni zostali także: Adam Malcher (najlepszy zawodnik i najlepszy bramkarz) i Rafał Kuptel (najlepszy trener).
Latem 2018 Gwardię wzmocnili: Wiktor Kawka, Dariusz Skraburski i Jędrzej Zieniewicz. W sezonie 2018/2019 opolanie wygrali 17 meczów, a dziewięć przegrali. Fazę zasadniczą zakończyli na 4. miejscu z dorobkiem 52 punktów. W 1/4 finału play-off wyeliminowali Azoty-Puławy (27:25; 28:25). W półfinale zostali pokonani przez faworyzowane Vive Kielce (32:31; 28:37), jednakże ich jednobramkowe zwycięstwo w pierwszym spotkaniu, które odbyło się 14 maja 2019 w Opolu w obecności 2900 widzów, zostało uznane za sensację (Marcin Górczyński określił ten wynik mianem „sensacji dekady w polskiej piłce ręcznej”; zwycięstwo Gwardii zakończyło trwającą od marca 2016 passę 103 zwycięstw z rzędu w lidze Vive). W rywalizacji o 3. miejsce Gwardia zmierzyła się z MMTS-em Kwidzyn. W pierwszym meczu przegrała 25:26, jednak w rozegranym 24 maja 2019 w Opolu rewanżu wygrała 26:24, zdobywając brązowy medal mistrzostw Polski. Najlepszymi strzelcami opolskiej drużyny w sezonie 2018/2019 byli: Patryk Mauer (149 bramek), Mateusz Jankowski (120 bramek) i Antoni Łangowski (116 bramek). Trzeci raz z rzędu Adam Malcher został nagrodzony Gladiatorem dla najlepszego bramkarza ligi, a drugi raz z rzędu Rafał Kuptel został uznany najlepszym trenerem Superligi. W 2019, po pięciu latach, z klubu odszedł drugi trener Michał Skórski, który objął Azoty-Puławy.

### Europejskie puchary
Dzięki dobrym wynikom w rozgrywkach krajowych w sezonie 2016/2017, w sezonie 2017/2018 Gwardia przystąpiła do gry w Pucharze EHF. W drugiej rundzie trafiła na portugalską Benfikę. W pierwszym meczu, który rozegrano 7 października 2017 w Lizbonie, opolanie przegrali różnicą czterech bramek (24:28). W rozegranym 15 października 2017 w Opolu rewanżu wygrali jednak pięcioma golami (26:21) i awansowali do dalszej fazy rozgrywek. W trzeciej rundzie zmierzyli się ze słoweńskim RD Koper 2013 – w pierwszym spotkaniu odnieśli pięciobramkowe zwycięstwo (30:25), lecz w rozegranym 25 listopada 2017 rewanżu przegrali różnicą sześciu goli (21:27), odpadając z dalszej rywalizacji. W sezonie 2017/2018 mecze Pucharu EHF w Opolu oglądało średnio 3000 kibiców.
W sezonie 2018/2019 Gwardia również przystąpiła do gry w Pucharze EHF. W 2. rundzie trafiła na utytułowane słoweńskie RK Velenje (w sezonie 2017/2018 grające w Lidze Mistrzów). W pierwszym meczu, który rozegrano 7 października 2018 w Velenje, opolska drużyna przegrała różnicą czterech goli (22:26). W rozegranym tydzień później w Opolu spotkaniu rewanżowym, które w Stegu Arenie oglądało 2500 kibiców, Gwardia nie zdołała odrobić strat i mimo dwubramkowego zwycięstwa (23:21) odpadła z dalszej rywalizacji.

## Hala sportowa
Do 2017 Gwardia rozgrywała mecze domowe w hali przy ul. Kowalskiej 2 w Opolu. W 2013 obiekt otrzymał imię Jerzego Klempela – piłkarza ręcznego, wychowanka Gwardii, reprezentanta Polski.
W 2017 klub przeniósł się do zmodernizowanej hali „Okrąglak” przy ul. Oleskiej 70 w Opolu. W wyniku procesu komercjalizacji w 2018 obiekt otrzymał nazwę Stegu Arena (umowę sponsorską podpisano na pięć lat). Hala, której przebudowa kosztowała ok. 39 mln zł (część funduszy pochodziła z dotacji z Ministerstwa Sportu i Turystyki), posiada 3086 miejsc stałych na trybunach.
Pierwszy oficjalny mecz w nowej hali Gwardia rozegrała 2 września 2017 – w spotkaniu Superligi pokonała Piotrkowianina Piotrków Trybunalski (31:22). Mecz obserwowało 2000 widzów.
| Frekwencja w Stegu Arenie w Superlidze | Frekwencja w Stegu Arenie w Superlidze | Frekwencja w Stegu Arenie w Superlidze | Frekwencja w Stegu Arenie w Superlidze |
| -------------------------------------- | -------------------------------------- | -------------------------------------- | -------------------------------------- |
| Sezon                                  | Mecze                                  | Łącznie widzów                         | Średnio widzów                         |
| 2017/2018                              | 18                                     | 31 900                                 | 1772                                   |
| 2018/2019                              | 16                                     | 30 790                                 | 1924                                   |
| Razem                                  | 34                                     | 62 690                                 | 1844                                   |
| Źródło: ZPRP                           |                                        |                                        |                                        |

## Sukcesy
- Mistrzostwa Polski:
  - 3. miejsce: 1963/1964, 2018/2019,

## Drużyna

### Kadra w sezonie 2020/2021
| Nr | Zawodnik             | Pozycja      | Data ur.   | Wzrost |
| -- | -------------------- | ------------ | ---------- | ------ |
| 2  | Michał Lemaniak      | skrzydłowy   | 15.02.1997 | 180    |
| 3  | Michał Scisłowicz    | skrzydłowy   | 24.07.2000 | 184    |
| 7  | Maciej Zarzycki      | rozgrywający | 26.07.1998 | 186    |
| 10 | Jan Klimków          | obrotowy     | 21.12.1998 | 203    |
| 16 | Adam Malcher         | bramkarz     | 21.05.1986 | 198    |
| 18 | Mateusz Jankowski    | obrotowy     | 22.03.1988 | 190    |
| 19 | Przemysław Zadura    | rozgrywający | 26.04.1998 | 198    |
| 20 | Wiktor Kawka         | rozgrywający | 28.03.1996 | 193    |
| 21 | Patryk Mauer         | skrzydłowy   | 02.09.1998 | 180    |
| 22 | Michał Milewski      | skrzydłowy   | 10.09.1998 | 192    |
| 23 | Mateusz Morawski     | rozgrywający | 12.05.1997 | 182    |
| 24 | Szymon Działakiewicz | rozgrywający | 17.02.2000 | 190    |
| 25 | Filip Stefani        | skrzydłowy   | 04.06.2000 | 194    |
| 44 | Dawid Balcerek       | bramkarz     | 16.02.2000 | 194    |

## Europejskie puchary
| Rozgrywki   | Sezon     | Runda   | Rywal                 | Dom   | Wyjazd | Dwumecz |
| ----------- | --------- | ------- | --------------------- | ----- | ------ | ------- |
| Puchar EHF  | 2017/2018 | Runda 2 | SL Benfica            | 26:21 | 24:28  | 50:49   |
| Puchar EHF  | 2017/2018 | Runda 3 | RD Koper 2013         | 30:25 | 21:27  | 51:52   |
| Puchar EHF  | 2018/2019 | Runda 2 | RK Velenje            | 23:21 | 22:26  | 45:47   |
| Puchar EHF  | 2019/2020 | Runda 3 | Azoty-Puławy          | 26:24 | 28:29  | 54:53   |
| Puchar EHF  | 2019/2020 | Grupa A | MT Melsungen          | -     | 21:26  |         |
| Puchar EHF  | 2019/2020 | Grupa A | Bjerringbro-Silkeborg | 29:32 | -      |         |
| Puchar EHF  | 2019/2020 | Grupa A | SL Benfica            | 24:29 | 23:30  | 47:59   |
| Źródło: EHF |           |         |                       |       |        |         |